# Glenn C. Altschuler

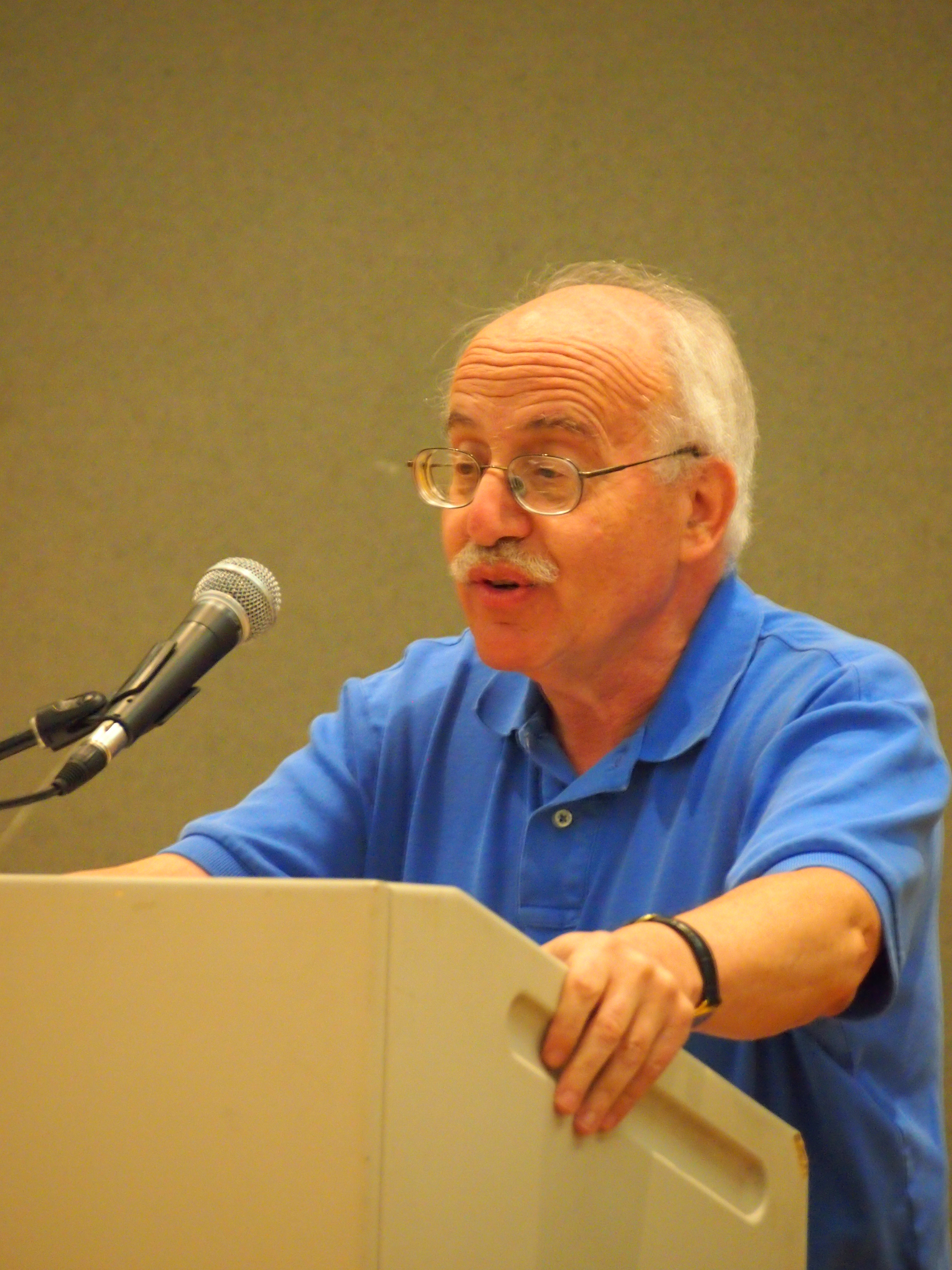
Glenn C. Altschuler

Glenn C. Altschuler (* 1950) ist ein amerikanischer Historiker und Kulturwissenschaftler.
Er studierte an der Cornell University (M.A. 1973, Ph.D. 1976) und lehrt hier auch seit 1981. Seit 1998 hat er einen Lehrstuhl des Fachbereichs American Studies inne, bereits seit 1991 ist er in Cornell als Dekan der School of Continuing Education and Summer Sessions für die Koordination der „Sommeruniversität“ und anderer Angebote zur universitäre Weiterbildung verantwortlich.
Sein Forschungsinteresse gilt vor allem der amerikanischen Populärkultur. Sein wissenschaftliches Werk umfasst zehn Bücher und mehr als 800 Aufsätze und Rezensionen. Er wurde mit dem „Clark Teaching Award“, dem „Donna and Robert Paul Award for Excellence in Faculty Advising“, dem „Kendall S. Carpenter Memorial Award for Outstanding Advising“ und 2006 mit dem „Stephen H. Weiss Presidential Fellowship for effective, inspiring and distinguished teaching of undergraduate students“ ausgezeichnet.

## Werke
- Andrew D. White: Educator, Historian, Diplomat. Cornell University Press, Ithaca NY 1979.
- Race, Ethnicity, and Class in American Social Thought, 1865–1919. Harlan Davidson, Arlington Heights IL 1982.
- (mit Jan M. Saltzgaber): Revivalism, Social Conscience and Community in the Burned-Over District. Cornell University Press, Ithaca NY 1983.
- Better Than Second Best: Love and Work in the Life of Helen Magill. University of Illinois Press, Urbana IL 1990.
- (mit  David I. Grossvogel): Changing Channels: America in TV Guide. University of Illinois Press, Urbana IL 1992.
- (mit Stuart M. Blumin): Rude Republic: Americans and Their Politics in the 19th Century. Princeton University Press, Princeton NJ 2000.
- All Shook Up: How Rock ‘n Roll Changed America. Oxford University Press, New York 2003.
- (mit Isaac Kramnick und R. Laurence Moore): The 100 Most Notable Cornellians. Cornell University Press, Ithaca NY 2003.
- (mit Stuart M. Blumin): The GI Bill:  A New Deal for Veterans. Oxford University Press, New York 2009.